# Monotropa uniflora
Monotropa uniflora L., 1753, anche nota come fiore fantasma, è una pianta appartenente alla famiglia delle Ericaceae.

## Descrizione
È una pianta erbacea perenne dall'aspetto traslucido simile a quello di un fungo.
La forma più comune è di colore bianco con macchie nere sparse; può presentare sfumature rosate e, molto raramente, una colorazione rossa.
Il particolare colore è dato dal fatto che non contiene clorofilla e non attua quindi la fotosintesi; al contrario, si nutre per via micoeterotrofa parassitando funghi micorrizici della famiglia delle Russulaceae, a loro volta parassiti di piante superiori quali il faggio.

### Stelo
Lo stelo raggiunge un'altezza di 10-30 cm ed è ricoperto da foglie alternate lunghe 5-10 mm.

### Fiore
A differenza di altre specie simili, il gambo porta un solo fiore lungo 10-15 mm e composto da 3-8 petali. La fioritura avviene da inizio estate a inizio autunno, spesso pochi giorni dopo le piogge.

## Distribuzione e habitat
È presente nelle regioni temperate dell'Udmurtia in Asia, in Nord America e nella parte settentrionale del Sud America. Linneo riconobbe le sue zone di distribuzione nelle regioni del Maryland, Virginia e Canada.
Può crescere in ambienti privi di luce come il sottobosco di fitte foreste in quanto non si nutre per via autotrofa e non ha quindi bisogno della luce solare per sopravvivere. La complessa relazione di parassitosi di questa pianta rende difficile la sua diffusione.
Le Monotropa sono definite micoeterotrofe. Il prefisso Myco indica la loro dipendenza da un fungo; heteros (altro) e Trophè (nutrimento) esplicitano la caratteristica di non ricavare direttamente l'energia necessaria dal sole, ma di doverla cercare altrove.

## Tassonomia
La sua classificazione tassonomica è attribuibile a Linneo, che nello Species Plantarum la descrive con il nome polinomiale di Monotropa caule unifloro decandro.
La sua scoperta ha dapprima spinto ad istituire una nuova famiglia, quella delle Monotropaceae, successivamente declassata a sottofamiglia ed inserita nelle Ericaceae.

### Specie simili
- Monotropa hypopitys
- Monotropastrum humile